# Daniel Bell
Daniel Bell, född 10 maj 1919 i New York i delstaten New York, död 25 januari 2011 i Cambridge i Massachusetts, var en amerikansk sociolog och professor. Han myntade begreppen postindustriell och informationssamhälle samt förutsåg i sina texter trender som kommunismens nedgång och internets uppkomst. Han var en av de mest framstående intellektuella östkustamerikaner och gjorde ett stort intryck i samhällsdebatten med böcker som The End of Ideology (1960), The Coming of Post-Industrial Society (1973) och The Cultural Contradictions of Capitalism (1976). Bell var en representant för teknologisk determinism.